# Världscupen i alpin skidåkning 1989/1990
Världscupen i alpin skidåkning 1989/1990 inleddes 8 augusti 1989 i Las Leñas, Argentina. Herrarna började den 11 augusti 1989 i Thredbo, Australien. Efter de inleddande tävlingarna blev det ett uppehåll till mitten av november 1989. Säsongen avslutades sedan i Åre den 18 mars 1990. Vinnare av totala världscupen blev Petra Kronberger och Pirmin Zurbriggen.

## Tävlingskalender

### Herrar

#### Störtlopp
| Datum            | Ort                         | Etta                         | Tvåa                                         | Trea                         |
| ---------------- | --------------------------- | ---------------------------- | -------------------------------------------- | ---------------------------- |
| 16 december 1989 | Val Gardena (Italien)       | Pirmin Zurbriggen (Schweiz)  | Franz Heinzer (Schweiz)                      | Kristian Ghedina (Italien)   |
| 11 januari 1990  | Schladming (Österrike)      | Franck Piccard (Frankrike)   | Kristian Ghedina (Italien)                   | Daniel Mahrer (Schweiz)      |
| 20 januari 1990  | Kitzbühel (Österrike)       | Atle Skårdal (Norge)         | Helmut Höflehner (Österrike)                 | Pirmin Zurbriggen (Schweiz)  |
| 27 januari 1990  | Val d’Isère (Frankrike)     | Helmut Höflehner (Österrike) | Atle Skårdal (Norge)                         | William Besse (Schweiz)      |
| 28 januari 1990  | Val d’Isère (Frankrike)     | Helmut Höflehner (Österrike) | William Besse (Schweiz)                      | Franz Heinzer (Schweiz)      |
| 3 februari 1990  | Cortina d’Ampezzo (Italien) | Kristian Ghedina (Italien)   | Daniel Mahrer (Schweiz)                      | Helmut Höflehner (Österrike) |
| 4 februari 1990  | Cortina d’Ampezzo (Italien) | Helmut Höflehner (Österrike) | Franz Heinzer (Schweiz) Atle Skårdal (Norge) |                              |
| 15 mars 1990     | Åre (Sverige)               | Kristian Ghedina (Italien)   | Franz Heinzer (Schweiz)                      | Helmut Höflehner (Österrike) |
| 17 mars 1990     | Åre (Sverige)               | Atle Skårdal (Norge)         | Helmut Höflehner (Österrike)                 | Felix Belczyk (Kanada)       |

#### Super-G
| Datum            | Ort                      | Etta                        | Tvåa                          | Trea                        |
| ---------------- | ------------------------ | --------------------------- | ----------------------------- | --------------------------- |
| 10 december 1989 | Val d’Isère (Frankrike)  | Niklas Henning (Sverige)    | Franck Piccard (Frankrike)    | Peter Runggaldier (Italien) |
| 12 december 1989 | Sestriere (Italien)      | Pirmin Zurbriggen (Schweiz) | Lars-Börje Eriksson (Sverige) | Franck Piccard (Frankrike)  |
| 29 januari 1990  | Val d’Isère (Frankrike)  | Steve Locher (Schweiz)      | Armand Schiele (Frankrike)    | Günther Mader (Österrike)   |
| 30 januari 1990  | Les Menuires (Frankrike) | Günther Mader (Österrike)   | Ole Kristian Furuseth (Norge) | Atle Skårdal (Norge)        |
| 6 februari 1990  | Courmayeur (Italien)     | Pirmin Zurbriggen (Schweiz) | Günther Mader (Österrike)     | Peter Runggaldier (Italien) |
| 10 mars 1990     | Hemsedal (Norge)         | Pirmin Zurbriggen (Schweiz) | Karl Alpiger (Schweiz)        | Hans Stuffer (Västtyskland) |

#### Storslalom
| Datum            | Ort                       | Etta                          | Tvåa                          | Trea                                                  |
| ---------------- | ------------------------- | ----------------------------- | ----------------------------- | ----------------------------------------------------- |
| 11 augusti 1989  | Thredbo (Australien)      | Lars-Börje Eriksson (Sverige) | Ole Kristian Furuseth (Norge) | Günther Mader (Österrike)                             |
| 23 november 1989 | Park City (USA)           | Ole Kristian Furuseth (Norge) | Pirmin Zurbriggen (Schweiz)   | Ivano Camozzi (Italien)                               |
| 30 november 1989 | Waterville Valley (USA)   | Urs Kälin (Schweiz)           | Lars-Börje Eriksson (Sverige) | Günther Mader (Österrike)                             |
| 2 december 1989  | Mont Sainte-Anne (Kanada) | Günther Mader (Österrike)     | Ole Kristian Furuseth (Norge) | Armin Bittner (Västtyskland)                          |
| 14 januari 1990  | Alta Badia (Italien)      | Richard Kröll (Österrike)     | Günther Mader (Österrike)     | Rudolf Nierlich (Österrike) Hubert Strolz (Österrike) |
| 23 januari 1990  | Veysonnaz (Schweiz)       | Richard Kröll (Österrike)     | Hubert Strolz (Österrike)     | Rudolf Nierlich (Österrike)                           |
| 3 mars 1990      | Veysonnaz (Schweiz)       | Fredrik Nyberg (Sverige)      | Hubert Strolz (Österrike)     | Richard Kröll (Österrike)                             |

#### Slalom
| Datum            | Ort                         | Etta                             | Tvåa                          | Trea                                                   |
| ---------------- | --------------------------- | -------------------------------- | ----------------------------- | ------------------------------------------------------ |
| 12 augusti 1989  | Thredbo (Australien)        | Armin Bittner (Västtyskland)     | Ole Kristian Furuseth (Norge) | Bernhard Gstrein (Österrike)                           |
| 29 november 1989 | Waterville Valley (USA)     | Alberto Tomba (Italien)          | Pirmin Zurbriggen (Schweiz)   | Marc Girardelli (Luxemburg)                            |
| 3 december 1989  | Mont Sainte-Anne (Kanada)   | Thomas Stangassinger (Österrike) | Bernhard Gstrein (Österrike)  | Marc Girardelli (Luxemburg)                            |
| 6 januari 1990   | Kranjska Gora (Jugoslavien) | Jonas Nilsson (Sverige)          | Hubert Strolz (Österrike)     | Michael Tritscher (Österrike)                          |
| 7 januari 1990   | Kranjska Gora (Jugoslavien) | Armin Bittner (Västtyskland)     | Bernhard Gstrein (Österrike)  | Paul Accola (Schweiz)                                  |
| 12 januari 1990  | Schladming (Österrike)      | Armin Bittner (Västtyskland)     | Michael Tritscher (Österrike) | Konrad Kurt Ladstätter (Italien) Tetsuya Okabe (Japan) |
| 21 januari 1990  | Kitzbühel (Österrike)       | Rudolf Nierlich (Österrike)      | Ole Kristian Furuseth (Norge) | Armin Bittner (Västtyskland)                           |
| 4 mars 1990      | Veysonnaz (Schweiz)         | Armin Bittner (Västtyskland)     | Alberto Tomba (Italien)       | Hubert Strolz (Österrike)                              |
| 8 mars 1990      | Geilo (Norge)               | Alberto Tomba (Italien)          | Michael Tritscher (Österrike) | Jonas Nilsson (Sverige)                                |
| 12 mars 1990     | Sälen (Sverige)             | Alberto Tomba (Italien)          | Rudolf Nierlich (Österrike)   | Armin Bittner (Västtyskland)                           |

#### Alpin kombination
| Datum              | Ort                    | Etta                        | Tvåa                  | Trea                           |
| ------------------ | ---------------------- | --------------------------- | --------------------- | ------------------------------ |
| 11-12 januari 1990 | Schladming (Österrike) | Pirmin Zurbriggen (Schweiz) | Paul Accola (Schweiz) | Günther Mader (Österrike)      |
| 20-21 januari 1990 | Kitzbühel (Österrike)  | Pirmin Zurbriggen (Schweiz) | Paul Accola (Schweiz) | Markus Wasmeier (Västtyskland) |

### Damer

#### Störtlopp
| Datum            | Ort                         | Etta                               | Tvåa                               | Trea                           |
| ---------------- | --------------------------- | ---------------------------------- | ---------------------------------- | ------------------------------ |
| 12 augusti 1989  | Las Leñas (ARG)             | Michaela Gerg (Västtyskland)       | Heidi Zeller-Bähler (Schweiz)      | Veronika Wallinger (Österrike) |
| 9 december 1989  | Steamboat Springs (USA)     | Maria Walliser (Schweiz)           | Michela Figini (Schweiz)           | Michaela Gerg (Västtyskland)   |
| 16 december 1989 | Panorama (Kanada)           | Petra Kronberger (Österrike)       | Michaela Gerg (Västtyskland)       | Karen Percy (Kanada)           |
| 17 december 1989 | Panorama (Kanada)           | Petra Kronberger (Österrike)       | Katharina Gutensohn (Västtyskland) | Michaela Gerg (Västtyskland)   |
| 13 januari 1990  | Haus im Ennstal (Österrike) | Maria Walliser (Schweiz)           | Petra Kronberger (Österrike)       | Karin Dedler (Västtyskland)    |
| 27 januari 1990  | Santa Caterina (Italien)    | Michela Figini (Schweiz)           | Miriam Vogt (Västtyskland)         | Petra Kronberger (Österrike)   |
| 3 februari 1990  | Veysonnaz (Schweiz)         | Katharina Gutensohn (Västtyskland) | Carole Merle (Frankrike)           | Michela Figini (Schweiz)       |
| 4 februari 1990  | Veysonnaz (Schweiz)         | Katharina Gutensohn (Västtyskland) | Carole Merle (Frankrike)           | Karin Dedler (Västtyskland)    |

#### Super-G
| Datum            | Ort                      | Etta                               | Tvåa                           | Trea                         |
| ---------------- | ------------------------ | ---------------------------------- | ------------------------------ | ---------------------------- |
| 13 augusti 1989  | Las Leñas (ARG)          | Anita Wachter (Österrike)          | Cathy Chedal (Frankrike)       | Petra Kronberger (Österrike) |
| 2 december 1989  | Vail (USA)               | Regine Mösenlechner (Västtyskland) | Sigrid Wolf (Österrike)        | Michaela Gerg (Västtyskland) |
| 27 januari 1990  | Santa Caterina (Italien) | Sigrid Wolf (Österrike)            | Carole Merle (Frankrike)       | Petra Kronberger (Österrike) |
| 10 februari 1990 | Méribel (Frankrike)      | Carole Merle (Frankrike)           | Maria Walliser (Schweiz)       | Michaela Gerg (Västtyskland) |
| 11 februari 1990 | Méribel (Frankrike)      | Carole Merle (Frankrike)           | Katja Seizinger (Västtyskland) | Maria Walliser (Schweiz)     |
| 16 mars 1990     | Åre (Sverige)            | Carole Merle (Frankrike)           | Michaela Gerg (Västtyskland)   | Petra Kronberger (Österrike) |

#### Storslalom
| Datum            | Ort                      | Etta                         | Tvåa                       | Trea                         |
| ---------------- | ------------------------ | ---------------------------- | -------------------------- | ---------------------------- |
| 24 november 1989 | Park City (USA)          | Nathalie Bouvier (Frankrike) | Diann Roffe (USA)          | Anita Wachter (Österrike)    |
| 3 december 1989  | Vail (USA)               | Anita Wachter (Österrike)    | Diann Roffe (USA)          | Vreni Schneider (Schweiz)    |
| 8 januari 1990   | Hinterstoder (Österrike) | Petra Kronberger (Österrike) | Anita Wachter (Österrike)  | Michaela Gerg (Västtyskland) |
| 20 januari 1990  | Maribor (Jugoslavien)    | Mateja Svet (Jugoslavien)    | Anita Wachter (Österrike)  | Maria Walliser (Schweiz)     |
| 28 januari 1990  | Santa Caterina (Italien) | Petra Kronberger (Österrike) | Anita Wachter (Österrike)  | Zoë Haas (Schweiz)           |
| 5 februari 1990  | Veysonnaz (Schweiz)      | Mateja Svet (Jugoslavien)    | Anita Wachter (Österrike)  | Diann Roffe (USA)            |
| 10 mars 1990     | Stranda (Norge)          | Carole Merle (Frankrike)     | Kristi Terzian (USA)       | Florence Masnada (Frankrike) |
| 14 mars 1990     | Klövsjö (Sverige)        | Carole Merle (Frankrike)     | Julie Lunde Hansen (Norge) | Mateja Svet (Jugoslavien)    |

#### Slalom
| Datum            | Ort                         | Etta                         | Tvåa                          | Trea                             |
| ---------------- | --------------------------- | ---------------------------- | ----------------------------- | -------------------------------- |
| 25 november 1989 | Park City (USA)             | Vreni Schneider (Schweiz)    | Monika Maierhofer (Österrike) | Anita Wachter (Österrike)        |
| 10 december 1989 | Steamboat Springs (USA)     | Claudia Strobl (Österrike)   | Veronika Šarec (Jugoslavien)  | Karin Buder (Österrike)          |
| 6 januari 1990   | Piancavallo (Italien)       | Vreni Schneider (Schweiz)    | Monika Maierhofer (Österrike) | Claudia Strobl (Österrike)       |
| 9 januari 1990   | Hinterstoder (Österrike)    | Vreni Schneider (Schweiz)    | Anita Wachter (Österrike)     | Christine von Grünigen (Schweiz) |
| 14 januari 1990  | Haus im Ennstal (Österrike) | Veronika Šarec (Jugoslavien) | Monika Maierhofer (Österrike) | Claudia Strobl (Österrike)       |
| 21 januari 1990  | Maribor (Jugoslavien)       | Vreni Schneider (Schweiz)    | Ida Ladstätter (Österrike)    | Patricia Chauvet (Frankrike)     |
| 11 mars 1990     | Stranda (Norge)             | Karin Buder (Österrike)      | Claudia Strobl (Österrike)    | Anita Wachter (Österrike)        |
| 13 mars 1990     | Vemdalen (Sverige)          | Petra Kronberger (Österrike) | Ida Ladstätter (Österrike)    | Claudia Strobl (Österrike)       |
| 18 mars 1990     | Åre (Sverige)               | Vreni Schneider (Schweiz)    | Patricia Chauvet (Frankrike)  | Pernilla Wiberg (Sverige)        |

#### Alpin kombination
| Datum              | Ort                         | Etta                         | Tvåa                         | Trea                      |
| ------------------ | --------------------------- | ---------------------------- | ---------------------------- | ------------------------- |
| 9-10 december 1989 | Steamboat Springs (USA)     | Brigitte Oertli (Schweiz)    | Michaela Gerg (Västtyskland) | Anita Wachter (Österrike) |
| 13-14 januari 1990 | Haus im Ennstal (Österrike) | Petra Kronberger (Österrike) | Anita Wachter (Österrike)    | Ingrid Stöckl (Österrike) |

## Slutplacering damer
| Placering | Namn             | Land         | Total Poäng | Störtlopp | Super G | Storslalom | Slalom | Kombination |
| --------- | ---------------- | ------------ | ----------- | --------- | ------- | ---------- | ------ | ----------- |
| 1         | Petra Kronberger | Österrike    | 341         | 106       | 69      | 85         | 56     | 25          |
| 2         | Anita Wachter    | Österrike    | 300         | 0         | 43      | 133        | 89     | 35          |
| 3         | Michaela Gerg    | Västtyskland | 270         | 105       | 79      | 47         | 7      | 32          |
| 4         | Maria Walliser   | Schweiz      | 227         | 99        | 56      | 55         | 0      | 17          |
| 5         | Carole Merle     | Frankrike    | 202         | 50        | 99      | 53         | 0      | 0           |
| 6         | Vreni Schneider  | Schweiz      | 198         | 0         | 4       | 69         | 125    | 0           |
| 7         | Mateja Svet      | Jugoslavien  | 140         | 0         | 0       | 89         | 51     | 0           |
| 8         | Michela Figini   | Schweiz      | 134         | 105       | 24      | 5          | 0      | 0           |
| 9         | Sigrid Wolf      | Österrike    | 133         | 33        | 73      | 27         | 0      | 0           |
| 10        | Diann Roffe      | USA          | 130         | 0         | 29      | 82         | 19     | 0           |

## Slutplacering herrar
| Placering | Namn                  | Land         | Total Poäng | Störtlopp | Super G | Storslalom | Slalom | Kombination |
| --------- | --------------------- | ------------ | ----------- | --------- | ------- | ---------- | ------ | ----------- |
| 1         | Pirmin Zurbriggen     | Schweiz      | 357         | 105       | 98      | 48         | 56     | 50          |
| 2         | Ole Kristian Furuseth | Norge        | 234         | 0         | 43      | 96         | 95     | 0           |
| 3         | Günther Mader         | Österrike    | 213         | 0         | 71      | 96         | 31     | 15          |
| 4         | Armin Bittner         | Västtyskland | 193         | 0         | 0       | 43         | 150    | 0           |
| 5         | Helmut Höflehner      | Österrike    | 174         | 166       | 8       | 0          | 0      | 0           |
| 6         | Atle Skårdal          | Norge        | 167         | 120       | 47      | 0          | 0      | 0           |
| 7         | Hubert Strolz         | Österrike    | 155         | 0         | 33      | 71         | 51     | 0           |
| 8         | Lars-Börje Eriksson   | Sverige      | 121         | 4         | 61      | 56         | 0      | 0           |
| 9         | Alberto Tomba         | Italien      | 116         | 0         | 0       | 21         | 95     | 0           |
| 10        | Rudolf Nierlich       | Österrike    | 110         | 0         | 0       | 42         | 68     | 0           |